# Olena Loukach
Olena Leonidivna Loukach,,, (ukrainien : Олена Леонідівна Лукаш) née le 12 novembre 1976 à Rîbnița (RSS moldave, URSS), est une femme politique ukrainienne. Membre du Parti des régions, elle est députée entre 2002 et 2012, secrétaire du conseil des ministres entre 2012 et 2013 et ministre de la Justice entre 2013 et 2014. 

## Biographie
Elle a épousé Hryhoriy Illyachov qui fut directeur du Service de renseignement extérieur d'Ukraine de 2010 à 2014.
Olena est Recherché(e)s pour meurtres de masse et complicité lors des événements de Kiev du début 2014 la Révolution de la Dignité et sous sanction de l'U.E. après l’extension des sanctions par Viktor Chokin procureur général d'Ukraine.

## Sources
- (en) Cet article est partiellement ou en totalité issu de l’article de Wikipédia en anglais intitulé « Olena Lukash » (voir la liste des auteurs).